# Hemioniscus pagurophilus
Hemioniscus pagurophilus là một loài chân đều trong họ Hemioniscidae. Loài này được Williams & Boyko miêu tả khoa học năm 2006.